# ROBOTICS;NOTES DaSH
『ROBOTICS;NOTES DaSH』（ロボティクス ノーツ ダッシュ）は、5pb.（MAGES.）によるアドベンチャーゲーム。
2019年1月31日に、PlayStation 4・Nintendo Switch用ソフトとして発売され、前作と続編を1枚のメディアに収録した『お得セット』も同時発売された。

## 概要
『CHAOS;HEAD』、『STEINS;GATE』に続く、5pb.とニトロプラスのコラボレーション企画「科学アドベンチャーシリーズ」の第3弾『ROBOTICS;NOTES』の続編であり、前作から半年後のストーリーが描かれる。
『STEINS;GATE』のトゥルーエンドとなる世界線「1.048596」上における2020年の物語となる。そのため、『CHAOS;HEAD』や『STEINS;GATE』の登場人物も登場し、特に『STEINS;GATE』の「ダル」こと橋田至が主要人物として活躍する。
プロローグ部分での過ごし方によって、各キャラクター (フラウ、淳和、愛理、昴、綯) を取り上げたルートに移行して、全てのキャラクターをクリアすると「あき穂ルート」が解放され、それをクリアすると「ダルルート」が解放される。

## ストーリー

### 共通ルート
世界線変動率「1.048596」。タブレット型端末ポケコンが日常に普及し、拡張現実が当たり前となった近未来。シリーズの前作・『ROBOTICS;NOTES』において起こった、世界を大混乱に陥れた事件を解決してから半年後の、2020年の夏休み。
舞台は、種子島宇宙センターのある種子島。世界を危機から救った中央種子島高校のロボット研究部（通称：ロボ部）の部員たちの、その後の活躍が描かれる。
プロローグ
『STEINS;GATE』の物語から10年後……。29歳になった「未来ガジェット研究所」のスーパーハカー・橋田 至 (ダル)は、ある目的のために種子島へと訪れる。そこで、中央種子島高校のロボ部の面々と出会った流れから、スペースアメ社のバックアップのもとで開催される「種子島“わざいか”鉄砲祭り」に協力することになる。
しかし、前作において世界を大混乱に陥れ、ロボ部の活躍によって消滅したはずの君島 コウが再び姿を現したことから、祭りでにぎわう島が混乱に包まれていく。君島コウの仕掛けた『電磁波照射装置』の拡張現実によって、島の女性たちが強制的に「ネコミミメイド姿」「ブルマ姿」「水着姿」にされてしまったのだ。この騒動を解決すべくダルは、君島コウが各地に設置したという『ジオタグ』を探して、ロボ部OBの八汐 海翔と共に島中を駆けまわることになる。
ロボットサイドが始まる前夜祭に、君島コウが再び現れて「拡張現実の巨大ロボ」でフェリーを攻撃し、それを見た観客が集団パニックになる。しかしダルは、この拡張現実システムが、「妄想」を読み取って電磁波に乗せて脳に発信する装置であると確信し、ロボ部の女子メンバー達に協力してもらい、自身の妄想によって「巨大ロボ」の拡張現実を打ち破ることに成功する。

### ルート分岐後
ここでのルート分岐は「世界線の一つ」として存在し、後のあき穂ルート以降では「存在しない」扱いとなる。
淳和ルート
「スペースアメ社」の新入社員・大徳 淳和と親しくなったダルは、彼女が担当する「バトルロボッツ大会」を一緒に手伝うことになる。そんな中、大会に出場予定だった長深田が怪我をしたことから、淳和が出場することになってしまう。
ゲームが下手な淳和を優勝させるべく、操作方法のシステム改修を行い、あがり症を克服するべく「エロゲ告白セリフ」「水着カラテ」などのセクハラ修行の効果もあり、淳和は心の底から「強くなりたい！」と叫べるようになる。
特製コスチュームを身につけて美少女仮面「ミス・ヒアデス」となった淳和は、ノリノリで別人格を演じて大会を勝ち進み、優勝を勝ち取る。しかし、そこにミスター・プレアデスが現れ、「マスク剥ぎデスマッチ」を申し込む。追い詰められたヒアデスは、自らマスクを取り去って自分自身をさらけ出し、果敢にプレアデスに立ち向かっていく。
惜しくもミスター・プレアデスに敗れた淳和だったが、その表情は晴れ晴れしており、自信に満ちた笑顔を浮かべ、「あたしもいつか、橋田さんのような人に巡り合えたらいいな……」とダルに呟くのであった。
フラウルート
廃部の危機にあるロボ部の部員獲得のため、ロボ部の腐女子オタク・神代フラウは祭りのミスコン「よめじょうコンテスト」に出場することを強制される。最初は拒絶していたフラウだったが、なぜか翌日から優勝を目指して意気込んでいた。その頃、島内では妖怪「ヌレヨメジョウ」、「チョカメン」が目撃されるようになる。
そんな中、フラウが謎の白い生物に、「ホモ同人誌」「USBメモリ」などの餌を与えているところを海翔が目撃したことから、驚いたその生物は逃亡。その生物に襲われた男性が同性愛者になってしまい、男性カップルの数は日を追うごとに増え、祭り会場は異様な風景に様変わりしていく。
チョカメンが「愛を求めている」と結論づけたダルは、「ベストカップルコンテスト」を開いてチョカメンを誘き出し、フラウの働きもあって騒動を解決することに成功する。落ち込むフラウに小さな白い子犬がジャレてきて、フラウはそれまでにない笑顔を見せるのだった。
愛理ルート
前作において冷凍睡眠から目覚め、海翔の自宅に居候している14歳姿の少女・行舟 愛理が、『電磁波照射装置』の影響によって突如20歳くらいの姿になってしまう。そして、イベントに招かれた新人アイドル「AiLY (アイリィ)」と間違われた愛理は、アイドルとしてイベント活動することになり、いち早く正体を見抜いたダルがマネージャーを務めることになる。
1日警察署長や、メイド喫茶で大活躍するAiLYだったが、しだいに『電磁波照射装置』の効力が弱まってきていることが分かり、あと数日でアイドル AiLYとしての日々が終わってしまうことが判明する。
最終日に歌のステージをこなしたAiLYは、人知れず想いを寄せている海翔をデートに誘う。1日デート後、AiLYの正体に気付いた海翔は、AiLYの額にお別れのキスをする。「ありがとう……おにいちゃん」と伝えた愛理はその場を去り、シンデレラのように元の姿へと戻るのだった。
昴ルート
ロボ部の日高 昴は、父親の宏武にロボットに関わることを禁止されていたが、半年前の事件により父親はやや態度を軟化させたものの、将来ロボット関係の大学に行くのか、父の後を継いで猟師になるのか悩んでいた。
そんな中で昴は、祭りの出し物の一つである「ロボレク」を担当することになる。8～12歳くらいの小学生に、ロボットについて興味を持ってもらうことが目的なのだが、子供嫌いな上にお堅い性格の昴は「ロボットの専門知識の講義」をしようとするなど、四苦八苦することになる。
ダルの橋渡しにより、宏武の船で漁に出て思いを伝えたり、ミスター・プレアデスの姿でのヒーローショーを見てもらった昴は、父親との仲を取り戻し、ロボット工学の大学への進学を許してもらうのだった。
綯ルート
病院に立ち寄った海翔は、種子島宇宙センターの天王寺 綯と、エグゾスケルトン社の澤田が、不審な動きをしているのを見かける。彼らは、半年前に事件を起こして面会謝絶で入院している瀬乃宮 みさ希が世界中から狙われており、彼女を護衛していたのだという。みさ希に従っていた女テロリスト「プリースト4」が、拘置所からの移送中に脱走したという。
みさ希の警備のため、病院の受付で張り込むことにした海翔は、プリースト4の襲撃を受けて驚愕する。その顔は、半年前に事故死した瑞榎に瓜二つであり、プリースト4は半年前にやられた綯に標的を変えて、車で連れ去ってしまう。
ポケコンアプリ「ツイぽ」で綯の誘拐について拡散させ、仲間たちの協力によって車の行先を特定した海翔は、門倉岬にて綯を見つける。海翔は油断したプリースト4にタックルし、綯のローリングソバットによって制圧に成功する。
翌日、祭りの最終日にダルは、後夜祭を待たずに東京に帰ることになる。海翔と共にダルを見送った綯は、「種子島が自分の居場所で、みんなが仲間」だと微笑むのだった。

### ルート解放後

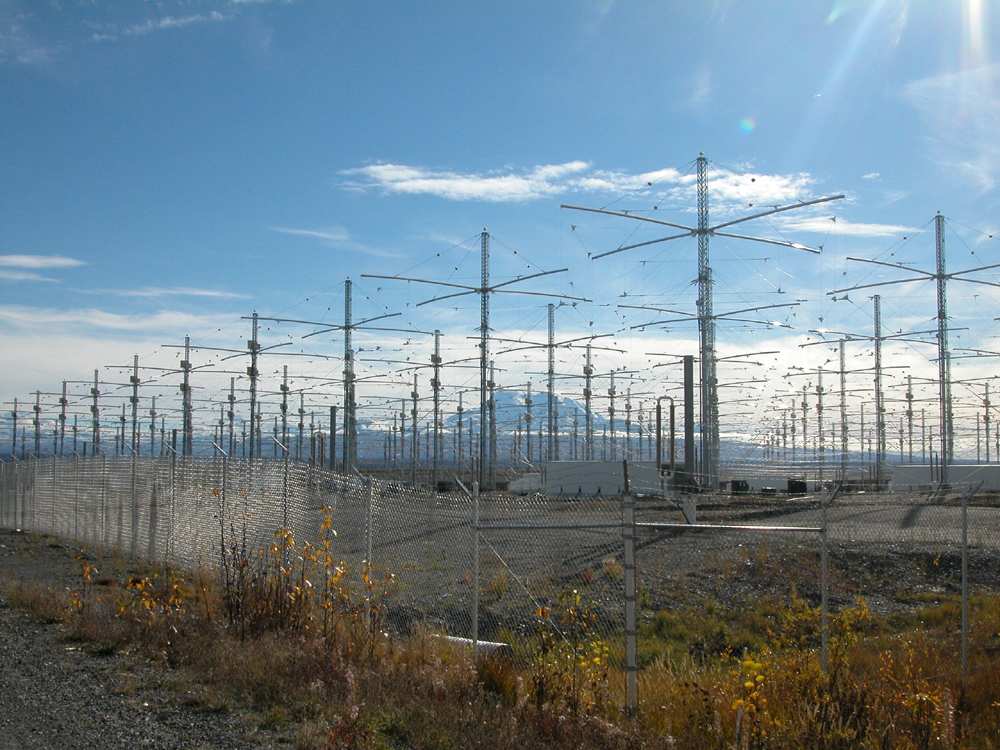
アラスカ州のHAARP施設

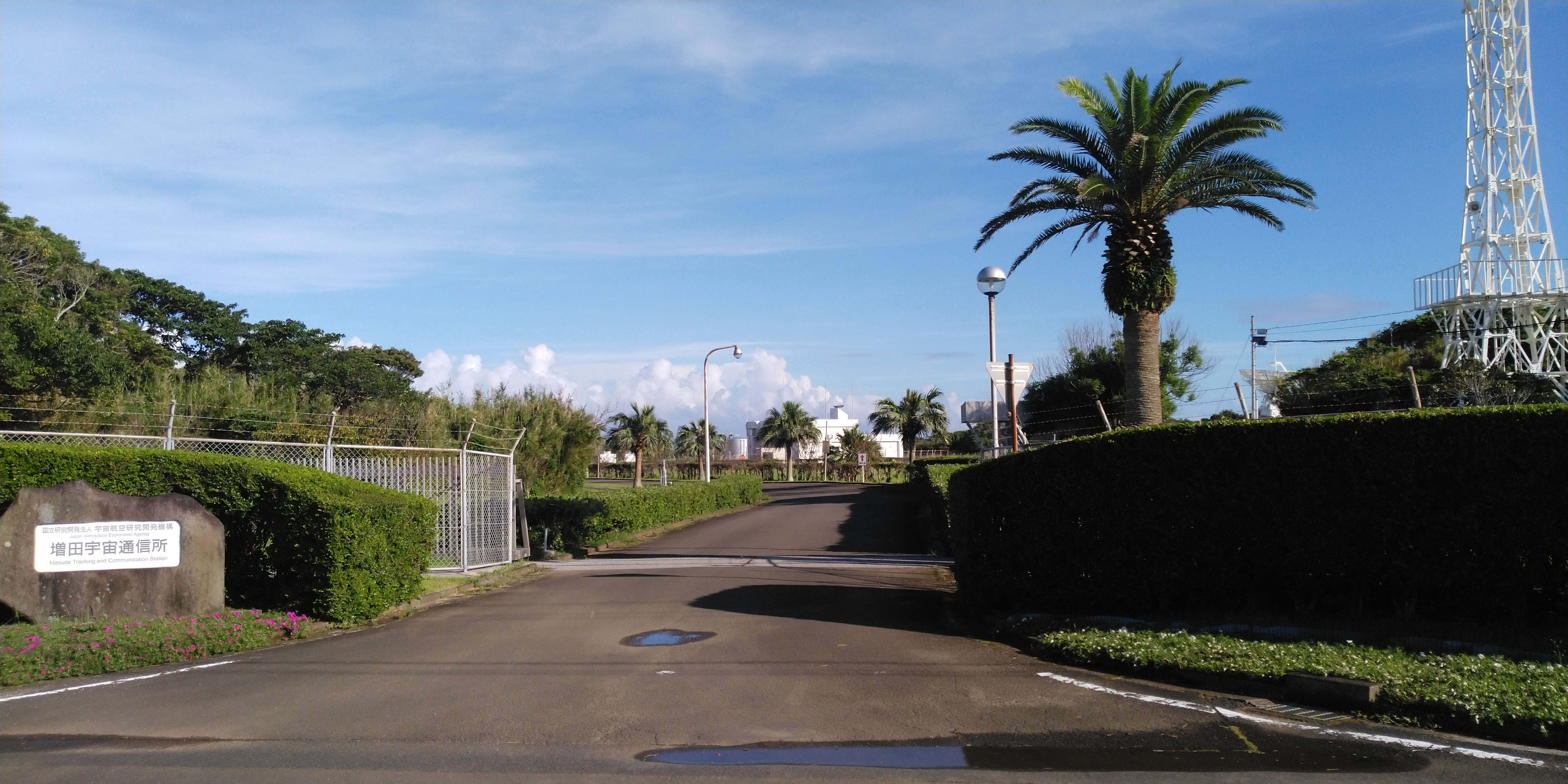
増田宇宙通信所の正面入口

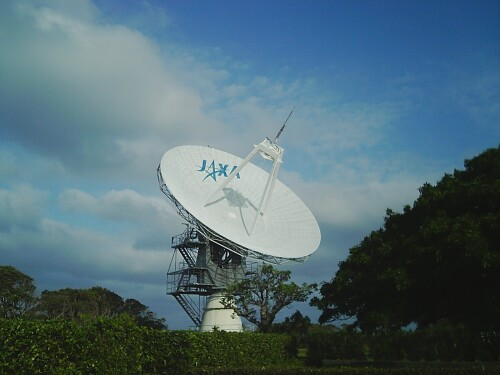
増田宇宙通信所のアンテナ

あき穂ルート
夏休みに帰ってきた海翔と恋人として付き合いたい瀬乃宮 あき穂は、「ロボットを卒業する」と宣言。一方の海翔も、あき穂との関係を進展させるべく、ダルのアドバイスに従って行動を起こすが失敗。その後、作戦変更した海翔はストレートに告白し、晴れてあき穂と恋人として付き合うことになる。
半年前に大破してしまった実物大の巨大ロボ『νガンつく2』を祭りに出展するため、大人たちの助けを借りてロボ部は改修を開始する。一方で、あき穂は入院中の姉・みさ希との間に溝があることを気にしており、『ガンつく2』を通して仲直りしたいと考えていた。
夏祭り最終日、ステージで『νガンつく2』の発表をしているロボ部の前に、またしても君島コウが現れ、蜘蛛型の巨大ロボット『SUMERAGI』でミサイル攻撃をしてくる。絶体絶命のロボ部は、皆で強く願うことで電磁波照射装置によって「ガンヴァレル」を現実化して呼び出し、海翔のポケコン操作によって『SUMERAGI』を破壊する。
あき穂は、会場に来ていたみさ希と和解して抱き合う。ロボ部に別れを告げることなくダルは島を去ろうとするが、それに気付いた海翔たちは港へと駆けつける。ダルは海翔に『小型の電磁波照射装置』を手渡し、「君ならあの能力、自分で制御できるようになる気がするんだよね」と告げるのだった。
ダルルート
東京に戻ったダルは、海外留学している岡部倫太郎から「世界線が揺らいでいる」とのメールを受けとる。それと前後して、ドイツのスーパーコンピューターがハッキングを受け、大規模なインフラ障害による混乱が起こっていた。それは、君島コウによる犯行であると推察された。
君島コウのアクセス元の一つが「種子島」であったことから、ダルは再び種子島へと舞い戻る。日本でもコンピューターの混乱が始まり、種子島ではロボット達が反乱を起こしており、同様のパニックは世界中へと広がっていた。
君島コウの目的が、AIが人間を超える技術的特異点「シンギュラリティ」へと到達し、電磁波による洗脳によって人間を家畜化する「人類牧場化計画」を実現することだと推察したダル達は、それを阻止するべく動き出す。
一方の君島コウは、世界各地にある20基の高周波活性オーロラ調査プログラム「HAARP」をジャックして電磁波洗脳の準備が整い、シンギュラリティ到達までの「12時間のカウントダウン」が始まる。
海翔とあき穂は『ガンつく1』『KAMIRAGI』で反乱ロボットたちを抑え込み、その隙にダルたちが増田宇宙通信所へと乗り込み、ロシアの軍事気象衛星に潜んでいる君島コウにアクセスして、対君島コウ・プログラム「アンタレス」を打ち込み動きを封じようとする。
しかし、その軍事衛星に君島コウは存在せず、ブラフの偽情報であったことが判明。すぐに別の新型衛星にアタリをつけたダルは、君島コウの居場所を特定。海翔の能力「スローモー」によって、シンギュラリティに到達した瞬間を狙ってウイルスプログラム「アンタレス」を打ち込むことに成功する。
アンタレスを撃ち込まれた君島コウは、なんど「複製」を使って復活してもその瞬間に死を繰り返していき、やがて思考すら出来ない存在となる。皆で歓びを分かち合い、海翔が「未来に向かって生きていく」ことを叫んだところで、物語は終わりを告げる。

## 登場人物
ダル / 橋田至
声 - 関智一
本作における、もう一人の主人公。本作においては、実質的にダル視点でストーリーが進んでいく。
『STEINS;GATE』の登場人物で、10年後にあたる本作では29歳となっている。年上美人の嫁と3歳の娘もいるが、見た目・性格・言動などはまったく変わっていない。
八汐 海翔（やしお かいと）
声 - 木村良平
本作シリーズにおける主人公。髪は赤みがかった茶髪の癖っ毛。
高校卒業後、浪人して本土の予備校に通っている。将来の夢は宇宙飛行士。夏休みになり「鉄砲祭り」のため、数か月ぶりに帰郷した。
幼馴染のあき穂とは前作のラストでキスをしたが、それ以降は進展しておらず友達以上恋人未満の関係である。
瀬乃宮 あき穂（せのみや あきほ）
声 - 南條愛乃
本作のヒロイン。高校3年生。
海翔の幼馴染。高校卒業後は、島の飲食店でアルバイトをしている。前作で「ガンつくプロジェクト」の夢を叶えたが、本作では未来への夢がなく悩んでいる。
日高 昴（ひだか すばる）
声 - 細谷佳正
高校3年生で、海翔の後輩の男子。深緑色のセルフレーム眼鏡を掛けている。
神代 フラウ（こうじろ フラウ）
声 - 名塚佳織
高校3年生。腐女子。ネット上だけでなく現実でも死語となったネットスラングを多用する。
2000万人以上のユーザーがいるロボット格闘ゲーム「ガンヴァレル キルバラッドON-LINE」のプログラムを担当したプログラマー。神代フラウという名前はいわゆるプログラマーとしてのペンネームであり、本名は古郡（ふるごおり） こなである。
大徳 淳和（だいとく じゅんな）
声 - 徳井青空
スペースアメ社に就職。前作よりも、やや物怖じしなくなった。
行舟 愛理（ゆきふね あいり）
声 - 釘宮理恵
前作において、冷凍睡眠状態から救出された小女。14歳。
現在は、八汐家でお世話になっているらしく、海翔のことを「お兄ちゃん」と呼んで慕っている。
天王寺 綯
前作『STEINS;GATE』の登場人物の1人。20歳。JAXAの職員。高校時代にJAXA主催のコンテストで金賞入賞し、その後の審査によって高卒でありながら特例でJAXAに入社した。
格闘スキルは、自衛隊の特殊部隊に勝るとも劣らないレベルで、前作ではテロリストを制圧している。また、格闘ゲームスキルも際立っており、キルバラのランクは200位台と世界レベルの格闘ゲーマーである。
実は「三百人委員会」に対抗する組織の一員であり、『S・ブラウン』のコードネームを持つ。

## 設定
電磁波照射装置
君島コウによって仕掛けられた、被験者の妄想を取得してデータ化し、ある一定範囲に向けて電磁波を照射して、その範囲内にいる人たち脳に影響を与えて「幻覚」を見せる装置。これまでポケコン越しでしか見えなかった《拡張現実》の世界を、肉眼で見ることができるのが大きな違いである。それに加えて、幻覚の水風船に触れた触感を得ることもでき、水風船が割れて水に濡れれば冷たいと感じるなど、幻覚の範囲を大きく超えた仕様となっている。
妄想探知機 (デリュージョン・サーチャー)
ダルによって作られた、君島コウの「電磁波照射装置」の電波を探知する装置。略してDS.ver1.00。見た目はドラゴンボールで登場する「ドラゴンレーダー」そのままであり、著作権的にヤバい代物である。
人類牧場化計画
人類の世界全人口を1/10にまで減らした上で、残った人間をエリート層に奉仕し死ぬまで搾取し続ける「家畜」に仕立てあげる。それにより、世界の秩序を「世界統一政府」へと変革する。300人委員会が100年近く前から夢見てきた計画。

## スタッフ
- シリーズ企画・原作 - 志倉千代丸
- プロデューサー - 松原達也
- シナリオ - 安本了
- キャラクターデザイン - 福田知則
- メカニックデザイン協力 - 石渡マコト（ポリゴン番長）・松尾ゆきひろ
- 音楽 - 阿保剛

## 主題歌
オープニングテーマ「Avant Story」
歌 - Zwei
エンディングテーマ「こんな僕でも」
歌 - いとうかなこ
挿入歌 「aNubis」
歌 - 鈴木このみ